# Преданность (фильм, 1969)
«Пре́данность» (хинди आराधना, Aradhana) — индийский кинофильм-мелодрама режиссёра Шакти Саманты. В главных ролях Шармила Тагор и Раджеш Кханна (первый опыт совместной работы этих актёров, после этого они снялись в паре ещё в 6 кассовых хитах). Это ремейк голливудского фильма «Каждому своё» (1946). Шармила Тагор получила свой первый и единственный Filmfare Award за ту же роль, за которую Оливия де Хэвилленд получила свой первый из двух «Оскаров». Снятый в оригинале на языке хинди и дублированный на бенгали, фильм «Преданность» имел огромный успех, и на его основе в 1974 году было выпущено два ремейка: Sivakamiyin Selvan (тамили) и Kannavari Kalalu (телугу). Шармила Тагор играла главную роль во всех трёх версиях. Фильм был выпущен в прокат 29 сентября 1969 года и стал самым кассовым фильмом года. В СССР фильм занял 21-е место по посещаемости среди зарубежных лент в советском кинопрокате.

## Сюжет
Эта история начинается на фоне идиллической холмистой местности, где молодой офицер индийских военно-воздушных сил Арун Варма, напевая песню «Mere sapno ki rani kab aayegi tu?» (что обозначает: «Королева моих грёз, когда же ты придёшь?»), едет в открытом джипе со своим другом и коллегой Маданом. Одновременно в проезжающем мимо поезде Вандана, дочь обеспеченного врача Гопала Трипатхи, возвращается домой после окончания колледжа. Молодая девушка украдкой бросает на Аруна взгляды из своего купе и усиленно делает вид, что читает книгу.
Арун и Вандана полюбили друг друга и тайно совершили импровизированную свадебную церемонию в храме в надежде скоро пожениться. Но Арун, во время очередного вылета на задание, погибает в авиакатастрофе, а подавленная горем Вандана обнаруживает, что беременна. Его семья отказывается принять мать-одиночку, а Вандана не может доказать законность своего брака с Аруном. Она решает переехать с отцом в другой город и там родить ребёнка. Вскоре умирает и отец Ванданы, оставив её без средств к существованию.
Вандана рожает сына, которого вынуждена на время оставить в детском приюте, надеясь вскоре забрать. Однако, когда Вандана возвращается за сыном, то узнаёт, что ребёнка уже отдали на усыновление богатой бездетной супружеской паре. Вандана пытается вернуть сына, но пока вынуждена устроиться работать в эту семью няней малыша.
Мальчика назвали Сураджем. События принимают трагический оборот, когда брат её работодателя Шьям пытается изнасиловать Вандану. Поблизости никого не было, кроме Сураджа, который при попытке защитить свою няню закалывает Шьяма ножом. После прибытия полиции Вандана берёт вину в убийстве на себя, тем самым спасая Сураджа. Пока Вандана находится в тюрьме за преступление, которого не совершала, Сурадж вырастает и постепенно забывает о случившемся.
Несколько лет спустя Вандана выходит из тюрьмы, где она подружилась с тюремным надзирателем, который предлагает ей жить в его доме и знакомит со своей дочерью Рену. Вандана встречает своего сына, когда узнаёт, что Рену и Сурадж любят друг друга. Сурадж, как и его покойный отец, стал лётчиком индийских BBC. Юноша начинает постепенно вспоминать, что раньше где-то видел Вандану.
Однажды Сурадж получает травму в авиакатастрофе так же, как его настоящий отец Арун, но выживает. Мадан узнаёт о том, кем Вандана приходится Сураджу, и просит её рассказать юноше правду. Но Вандана всё отрицает, опасаясь, что сын станет стыдиться её, и не желая навредить его карьере. Случайно Сурадж находит дневник Ванданы, в котором видит фотографию Аруна. Узнав историю своих настоящих родителей, Сурадж с глубоким уважением относится к самоотверженности и преданности Ванданы и признаёт её своей матерью.

## В ролях
| Актёр            | Роль                                         |
| ---------------- | -------------------------------------------- |
| Шармила Тагор    | Вандана Трипатхи                             |
| Раджеш Кханна    | Арун Варма и его сын Сурадж Прасад Саксена   |
| Суджит Кумар     | Мадан Варма, друг и коллега Аруна            |
| Фарида Джалал    | Рену, возлюбленная Сураджа                   |
| Пахади Саньял    | Гопал Трипатхи, отец Ванданы                 |
| Анита Датт       | миссис Прасад Саксена, приёмная мать Сураджа |
| Абхи Бхаттачарья | Рам Прасад Саксена, приёмный отец Сураджа    |
| Мадан Пури       | тюремный надзиратель                         |
| Ашок Кумар       | командор Гангули                             |
| Манмохан         | Шьям Саксена, брат Рама Прасада              |
| Субхаш Гхай      | Пракаш                                       |

## Саундтрек
Музыка фильма была написана Сачином Девом Бурманом на стихи Ананда Бакши. С. Д. Бурман уже начал писать   песни для фильма, но закончить не успел, так как внезапно заболел. Заканчивал работу над музыкой песен его сын  — Рахул Дев Бурман, который пригласил Кишора Кумара для исполнения песен «Roop Tera Mastana»  (песня принесла певцу его первый Filmfare Award) и «Mere Sapno Ki Rani Kab Aayegi Tu?». Эти песни стали хитами.
| № | Песня                               | Перевод                                    | Исполнитель(и)                |
| - | ----------------------------------- | ------------------------------------------ | ----------------------------- |
| 1 | «Roop Tera Mastana»                 | «Твоя красота опьяняет»                    | Кишор Кумар                   |
| 2 | «Baghon Mein Bahar Hai»             | ...                                        | Мохаммед Рафи, Лата Мангешкар |
| 3 | «Chanda Hai Tu Mera Suraj Hai Tu»   | ...                                        | Лата Мангешкар                |
| 4 | «Mere Sapno Ki Rani Kab Aayegi Tu?» | «Королева моих грёз, когда же ты придёшь?» | Кишор Кумар                   |
| 5 | «Gun Guna Rahe Hai Bhanvare»        | ...                                        | Мохаммед Рафи, Аша Бхосле     |
| 6 | «Kora Kagaz Tha Yeh Man Mera»       | ...                                        | Кишор Кумар, Лата Мангешкар   |
| 7 | «Saphal Hogi Teri Aradhana»         | ...                                        | Сачин Дев Бурман              |

## Награды и номинации
17-я церемония «Filmfare Awards» (1970)
Призы:
- Лучший фильм
- Лучшая женская роль (Шармила Тагор)
- Лучший мужской закадровый вокал (Кишор Кумар за песню «Roop Tera Mastana»)

Номинации:
- Лучший режиссёр (Шакти Саманта)
- Лучшая мужская роль (Раджеш Кханна)
- Лучшая женская роль второго плана (Фарида Джалал)
- Лучшая музыка к песне для фильма (С. Д. Бурман)
- Лучшие слова к песне для фильма (Ананд Бакши)
- Лучший сюжет (Сачин Бхаумик)